# Гермон (Мен)
Гермон (англ. Hermon) — місто (англ. town) в США, в окрузі Пенобскот штату Мен. Населення — 6461 особа (2020).

## Демографія
Згідно з переписом 2010 року, у місті мешкало 5416 осіб у 2075 домогосподарствах у складі 1548 родин. Було 2210 помешкань
Расовий склад населення:
| - 97,7 % — білих - 0,4 % — корінних американців - 0,4 % — чорних або афроамериканців - 0,4 % — азіатів |

До двох чи більше рас належало 1,0 %. Частка іспаномовних становила 1,0 % від усіх жителів.
За віковим діапазоном населення розподілялося таким чином: 23,7 % — особи молодші 18 років, 64,3 % — особи у віці 18—64 років, 12,0 % — особи у віці 65 років та старші. Медіана віку мешканця становила 40,4 року. На 100 осіб жіночої статі у місті припадало 97,1 чоловіків;  на 100 жінок у віці від 18 років та старших — 94,4 чоловіків також старших 18 років.
Середній дохід на одне домашнє господарство  становив 78 479 доларів США (медіана — 70 762), а середній дохід на одну сім'ю — 83 853 долари (медіана — 75 560). Медіана доходів становила 50 123 долари для чоловіків та 40 412 долари для жінок. За межею бідності перебувало 3,4 % осіб, у тому числі 1,5 % дітей у віці до 18 років та 0,0 % осіб у віці 65 років та старших.
Цивільне працевлаштоване населення становило 3370 осіб. Основні галузі зайнятості: освіта, охорона здоров'я та соціальна допомога — 29,5 %, роздрібна торгівля — 14,7 %, науковці, спеціалісти, менеджери — 9,2 %, фінанси, страхування та нерухомість — 8,5 %.